# Herb White
Herbert Thomas "Herb" White (nacido el 15 de junio de 1948 en Valdosta, Georgia) es un exjugador de baloncesto estadounidense que jugó una temporada en la NBA, desarrollando el resto de su carrera en México, y en diversas ligas europeas. Con 1,88 metros de estatura, lo hacía en la posición de base. Se le conocía como the elevator from Decatour (el ascensor de Decatour) por su habilidad realizando mates, sobre todo en los calentamientos de los partidos.

## Trayectoria deportiva

### Universidad
Jugó durante cuatro temporadas con los Bulldogs de la Universidad de Georgia, promediando en su última temporada, jugando como titular, 9,8 puntos y 6,4 rebotes por partido.

### Profesional
Fue elegido en el puesto 133 del Draft de la NBA de 1970 por Atlanta Hawks, con los que disputó una temporada como suplente de Pete Maravich, en la que promedió 2,4 puntos y ,13 rebotes por partido.
Jugó posteriormente en México y en Europa, antes de retirarse definitivamente.

## Estadísticas de su carrera en la NBA

### Temporada regular
| Temporada | Edad | Equipo        | Liga | Pos. | P  | TIT | MIN | TC  | TCA | %TC  | 3P | 3PA | %3P | 2P  | 2PA | %2P  | TL  | TLA | %TL  | R.OF. | R.DEF. | REB | ASIS | ROB | TAP | PER | FP  | PTS |
| 1970-71   | 22   | Atlanta Hawks | NBA  | PG   | 38 |     | 8.3 | 0.9 | 2.2 | .405 |    |     |     | 0.9 | 2.2 | .405 | 0.6 | 1.0 | .564 |       |        | 1.3 | 1.2  |     |     |     | 1.6 | 2.4 |
| Total     |      |               | NBA  |      | 38 |     | 8.3 | 0.9 | 2.2 | .405 |    |     |     | 0.9 | 2.2 | .405 | 0.6 | 1.0 | .564 |       |        | 1.3 | 1.2  |     |     |     | 1.6 | 2.4 |